# LISFF Wiz-Art

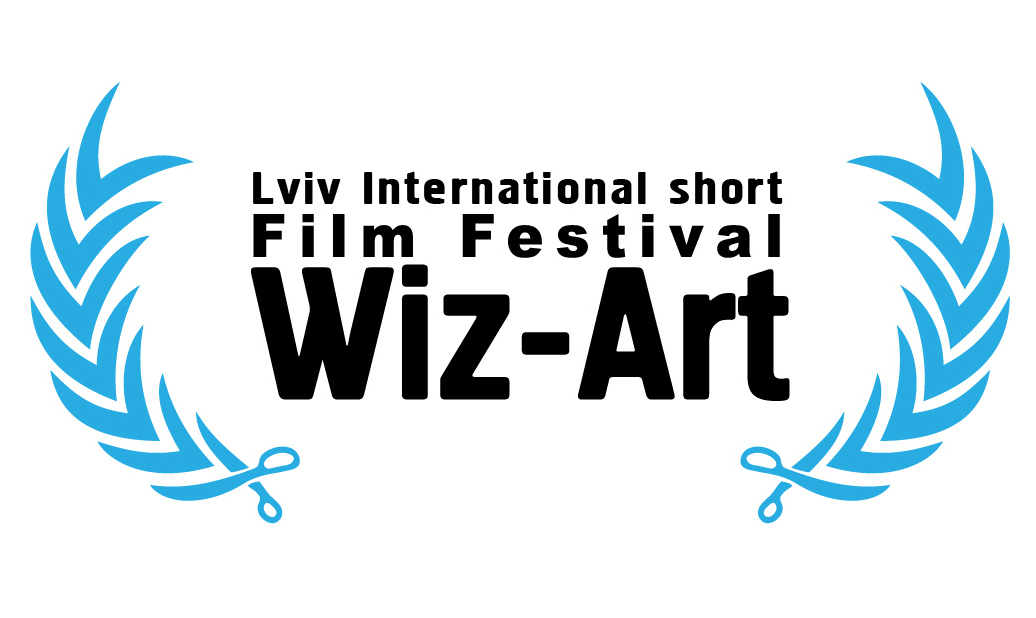
Logo des LISFF Wiz-Art

Das Lviv International Short Film Festival Wiz-Art (LISFF Wiz-Art) ist ein internationales Kurzfilmfestival, das jährlich in Lwiw stattfindet.

## Überblick
Das LISFF Wiz-Art Festival wurde von dem Künstlerkollektiv Wiz-Art ins Leben gerufen, welches 2008 gegründet wurde. Es ist auf Kurzfilme spezialisiert und versteht sich auch als eine Kultur- und Bildungsplattform, die ukrainische und ausländische Filmemacher zusammenbringt und sie dem ukrainischen Publikum vorstellt. Das Ziel des Festivals ist es, die Entwicklung des Kinos auf lokaler und landesweiter Ebene zu unterstützen und ukrainische Filme im europäischen und globalen Kontext zu fördern.
Beim Festival können Kurzfilme aus aller Welt teilnehmen. Die ausgewählten Filme kommen für mehrere Preise infrage. Zudem können die Zuschauer auch Filme aus dem Nicht-Wettbewerbsprogramm ansehen.
Jedes Jahr wählt das Festivalteam ein gesellschaftlich relevantes Thema, das als Grundlage für das Programm dient.

## Festival
Das Wiz-Art findet seit 2008 jährlich statt.
- I. LISFF Wiz-Art (20. bis 22. November 2008): Gezeigt wurden unter anderem Filme von Sean Conway, Boris Kazakov, Miloš Tomić, Volker Schreiner und eine Retrospektive der Werke der Avantgardistin Maya Deren. Insgesamt wurden 50 Filme präsentiert, darunter zehn Kurzfilme von jungen ukrainischen Filmemachern.
- II. LISFF Wiz-Art (23. bis 25. Mai 2009): Zu den besonderen Gästen zählten Julian Gende, Martin Sulzer und Kevin Kirhenhaver sowie Vladimir Smorodin. Es gab Auftritte von den DJs von Shifted Vision und der Band Надто Сонна (2sleepy). Gezeigt wurden unter anderem Retrospektiven von Scott Pagano und David Orayli sowie die besten Filme der Filmschulen in Zlín, Stockholm und Hamburg. Insgesamt waren 100 Kurzfilme zu sehen.
- III. LISFF Wiz-Art (20. bis 23. Mai 2010): Zu den Gästen zählten der türkische Regisseur Ozan Achiktan, der slowakische Medienkünstler Anton Cerny, die schwedische Filmemacherin Anna Klara Oren und der ukrainische Produzent Alexander Debych. Gezeigt wurden unter anderem die Filme der Festivals in Italien (A Corto di Donne) und Russland (Beginning). Der Grand Prix ging an den Film The Day of Life des Regisseurs Joon Kwok.
- IV. LISFF Wiz-Art (26. bis 29. Mai 2011): Zu den Gästen zählten Ruth Paxton, David Lindner und Igor Podoltschak. Es gab retrospektive Kurzfilmvorführungen aus dem französischsprachigen Teil Kanadas, französische Animationsfilme und ein Sonderprogramm mit ukrainischen Kurzfilmen. Insgesamt wurden 98 Filme gezeigt. Der Grand Prix ging an den Animationsfilm Der kleine Quentin (Albert 'T Hooft & Paco Vink Niederlande 2010).
- V. LISFF Wiz-Art (26. bis 29. Juli 2012): Zu den Gästen zählten der französische Regisseur Vincent Moon, die isländische Filmemacherin Isolde Uhadottir, der Koordinator des Internationalen Festivals Molodist Ilko Gladstein, der irische Filmemacher Paul Odonahyu und der kanadische Regisseur und Produzent Félix Dufour-Laperrière. An dem Festival nahmen der ungarische Regisseur und Organisator des BUSHO-Festivals Tamas Habelli, der ukrainische Regisseur Alexander Judin, Max Afanasyev und Larisa Artyuhina teil. Es gab retrospektive Vorführungen ungarischer und italienischer Kurzfilme sowie Vorführungen junger ukrainischer Filme unter dem Motto Weinen, aber schießen (nach einem Zitat von Alexander Dowschenko). Im Rahmen von Wiz-Art 2012 hatte das Publikum die Möglichkeit, das Wiz-Art Lab zu besuchen, eine Filmschule mit Vorträgen und Meisterklassen, die von Teilnehmern und Gästen des Festivals abgehalten wurden. Insgesamt wurden 98 Filme aus 38 Ländern vorgeführt. Den Grand Prix erhielt der Film Fungus (Charlotte Miller, Schweden, 2011).
- VI. LISFF Wiz-Art (24. bis 29. Juli 2013): Zu den besonderen Gästen zählten Philip Illson, Direktor des Londoner Kurzfilmfestivals, Maria Sigrist, österreichische Filmemacherin, Dmytro Sucholytkyj-Sobtschuk, ukrainischer Filmemacher, Florian Pochlatko, österreichischer Filmemacher, und Romas Zabarauskas, litauischer Filmregisseur. Der Grand Prix ging an den Film Maybes (Florian Pochlatko, Österreich, 2012). Die anderen Gewinner von Wiz-Art 2013 waren Tarquin Netherway (Beste Regie), Prematur von Gunhild Enger (Bestes Drehbuch), Jamon von Iria Lopez (Besondere Erwähnung) und Touch and See von Taras Dron (Publikumspreis).
- VII. LISFF Wiz-Art (24. bis 28. Juli 2014): Zu den besonderen Gästen zählten Gunhild Enger, norwegische Regisseurin, Kateryna Hornostaj, ukrainische Regisseurin, Szymon Stemplewski, Leiter des Short Waves Festival in Polen, Mykyta Lyskov, ukrainischer Regisseur-Animator, Volodymyr Tykhyi, künstlerischer Leiter des Babylon'13-Projekts, Olga Makartschuk, Lisa Weber, österreichische Filmemacherin, und Ismael Nava Alejos, mexikanischer Filmregisseur. Präsentiert wurde auch ein spezielles Dokumentarfilmprogramm, das Kurzfilmen über den Euromaidan gewidmet war.
- VIII. LISFF Wiz-Art (21. bis 24. Mai 2015)
- IX. LISFF Wiz-Art (04. bis 07. August 2016)
- X. LISFF Wiz-Art (11. bis 15. Oktober 2017)
- XI. LISFF Wiz-Art (06. bis 12. August 2018)
- XII. LISFF Wiz-Art (19. bis 25. August 2019)
- XIII. LISFF Wiz-Art (07. bis 13. September 2020)
- XIV. LISFF Wiz-Art (03. bis 09. Oktober 2022)[4]

## Preise
Beim Festival werden jeweils in einem internationalen und einem nationalen Wettbewerb Preise vergeben.
Internationaler Wettbewerb:
- Bester Regisseur
- Publikumspreis

Nationaler Wettbewerb:
- Bester ukrainischer Film
- Publikumspreis

Der Grand Prix du LISFF Wiz-Art kann von den Teilnehmern beider Wettbewerbe gewonnen werden.

## Jury
Die Jurymitglieder werden von der Verwaltung des Festivals bestimmt. Neben den Vertretern des ukrainischen Kinos sind in der Regel auch ausländische Gäste in der Jury vertreten. Als Jurymitgliedern können Regisseure, Filmschaffende oder Produzenten bestimmt werden. Seit 2008 waren in der Jury unter anderem folgende Personen vertreten: Ruth Paxton, David Lindner, Vincent Moon, Ihor Podoltschak, Achiktan Ozan, Anna Klara Ellen Aahrén, Katarzyna Gondek, Christoph Schwarz, Gunhild Enger, Szymon Stemplewski und Philip Ilson.